# Бела гарда
Бела гарда, или Бела армија (рус. Белая гвардия, или Белая армия), била је војно-политичка организација која је основана 1917. године, током Руског грађанског рата. Белогардејци су се борили против Црвене армије која је била војна формација основана од стране бољшевика.

## Циљеви и идеологија
Белогардејци су били противници бољшевизма и совјетске владе. Користили су паролу (рус. Россия единая, великая и неделимая — „Русија једна, велика и недељива“). Припадници Белог покрета су већином били монархисти и националисти, али је било и људи осталих политичких опредељења (демократе и умерени социјалисти), који су били противници друштвених промена које су доносили бољшевици. Идеологија и сви циљеви, нису били јасно дефинисани, али циљеви који су преовладавали су били: обнова приватног власништва и демократског парламентарног система. На територијама које су контролисали Белогардејци, основане су привремене војне диктатуре, у којима су важили закони Руске Империје. Бели покрет је сматрао да по њиховој победи и успостављању мира, Русија треба да настави са поштовањем свих међународних споразума који су донети пре, и за време Првог светског рата. Један од вођа Белог Покрета, Антон Дењикин је сматрао да војска не треба да одлучује од државним питањима, већ да руски народ треба сам да створи демократску владу.

## Војна организација
Вође војне организације Белих су чинили официри војске Руске Империје, од којих су многи били племићког порекла. Међутим, током рата долази до великих прилива нових младих официра, углавном из редова сељачког становништва, тако да су водеће личности Белог покрета биле пореклом са села. Сељаци су такође чинили и огромну већину међу Белом армијом. Језгро Беле армије су чинили: Добровољачка армија, Донски козаци и Кубански козаци.
У првом периоду грађанског рата, вође војне организације Белих су били генерали Руске Империје:
- Врховни командант руске војске (до своје погибије 1918), генерал Лавр Корнилов
- Генерал Михаил Алексејев (преминуо 1918. године)
- Вођа Руске белогардејске владе, адмирал Александар Колчак (од 1918. до 1920)
- Генерал-пуковник Антон Дењикин;
- Генерал коњице, гроф Фјодор Августинович Келер;
- Генерал коњице, Петар Николајевич Краснов;
- Генерал-пуковник, Евгениј Карлович Милер;
- Генерал пешадије, Николај Јуденич;
- Генерал-пуковник, Василиј Болдирев;
- Генерал-пуковник, Михаил Константинович Дитреихс;
- Генерал-потпуковник, Иван Павлович Романовски;
- Генерал-потпуковник, Сергеј Леондинович Марков;

Током грађанског рата многи су напредовали у служби до чина генерала:
- Генерал-мајор, Михаил Григоријевич Дроздовски;
- Генерал-потпуковник, Михаил Васиљевич Алексејев;
- Козачи атаман и генерал коњице, Александар Иљич Дутов;
- Генерал-потпуковник, Јаков Александрович;
- Генерал-потпуковник, Андрија Бакић (Србин);
- Генерал-потпуковник, Андреј Григоријевич Шкуро;
- Генерал-потпуковник, Григориј Михаијлович Семенов;
- Генерал-потпуковник и барон, Роман Федорович фон Унгерн-Штернберг (Немац);
- Атаман сибирских козака и генерал-мајор, Аненков Владимирович Борис;
- Генерал-мајор и кнез, Павел Рафаилович;
- Генерал-мајор, Николај Владимирович Скоблин;
- Генерал-мајор, Константин В. Сахаров;
- Генерал-мајор, Викторин Михаилович Молчанов.
- Касније су се Белом покрету придружили Петар Николајевич Врангел (Црни барон), и Михаил Константинович Дитерхис.

## Војна дејства
Рат између Белогардејаца и Црвене армије је трајао од 1917. до 1921. године, док су борбе на Руском далеком истоку трајале све до 1923. године.
На почетку рата, силе Антанте су слале војну помоћ Белогардејцима, али су њихове трупе поражене од стране Црвене армије.
За време Руског грађанског рата постојало је неколико главних фронтова:
- Јужни фронт

Јужни фронт је основан 15. новембра 1917. године, од стране генерала Михаила Васиљевича Алексејева, и био је под командом генерала Лавра Корнилова.
После Корнилове погибије, фронтом управља генерал Антон Дењикин, и Белогардејским снагама које су се бориле на Јужном фронту, даје назив „Оружане снаге Јужне Русије“.
Оружане снаге Јужне Русије су великом већином биле састављене од козака.
Јужни фронт је представљао највећу опасност по комунистичку владу, међутим после неуспешног напада на Москву 1919. године, Оружане снаге Јужне Русије су се повукле.
Наредне године преостали Белогардејци су евакуисани у Новоросијск (на Криму), где су се спојили са војском Петра Врангела.
- Источни (Сибирски) фронт

Источни фронт је основан у пролеће 1918. године, од стране руских официра и националиста, у сарадњи са Чехословачком легијом, која је била стационирана у Сибиру.
Тада је у Сибиру од стране Белогардејаца основана Привремена руска влада, на челу са адмиралом Александром Колчаком. Упркос многим успесима током 1919. године, они су потиснути на Руски далеки исток, где су наставили да се боре до октобра 1922.
У исто време козачки атаман Петар Краснов, мобилизацијом Кубанских козака, ствара војску од око 35 000 људи и на Северном Кавказу оснива Кавкаску добровољачку армију.
После заузимања Донбаса, Волгограда (будући Стаљинград), и Харкова, Добровољачка армија под командом генерала Антона Дењикина, опкољава Москву, и план је био да се са 40.000 бораца изврши заузимање града.
- Северни и Северозапади фронт

Белогардејцима на Северном и Северозападном фронту су командовали: генерал Николај Јуденич, кнез Антолиј Павлович Ливен и козак и племић Павел Рафалович Авалов. Карактеристично за овај фронт је то што се под Ливеновом и Аваловом командом борило и доста балтичких Немаца, као и интервенција Антанте у корист Белогардејаца.
Највећа војна операција на Северозападу Русије је била напад на Санкт Петербург, где су Белогардејци стигли до предграђа Санкт Петербурга, али их је Црвена армија натерала на повлачење.

### Велики сибирски ледени поход
После пораза Белогардејаца од стране Црвене армије године, у зиму 1920. се око 350.000 Белогардејаца заједно са својим породицама, повлачи преко залеђеног Бајкалског језера у Читу. Међутим током повлачења огроман број људи је умро од глади и смрзавања, тако да је од 350.000 до циља преживело само 20.000 људи. У пролеће током отапања леда на Бајкалском језеру, лешеви су потонули у језеро.

### Бели терор
„Бели терор“ је израз који је често коришћен у Совјетском Савезу и означавао је репресивне или превентивне мере против Бољшевика, које су организовали Белогардејци на територијама које су биле под њиховом контролом. Процењује се да су током грађанског рата у Русији, Белогардејци осудили на смрт око 111 000 људи, од којих многи нису имали право на правично суђење. Међутим ако се том броју дода и број оних који су страдали од стране разних паравојних или сепаратистичких формација, које нису биле под командом Белогардејаца, процењује се да је у грађанском рату страдало око 300.000 ненаоружаних Бољшевика и њихових симпатизера.

## Белогардејци у егзилу
Након рата преживели белогардејци су формирали своје заједнице у Београду, Паризу, Берлину, Харбину, Истанбулу и Шангају. Током 20-их година у бела емиграција у великом броју учествује у извођењу великих јавних радова у Краљевини СХС. Током 30-их, у Београду су десно опредељени белогардејци основали антикомунистичку организацију. У време напада Немачке на Југославију, погинуло је 12% беле емиграције борећи се у саставу Југословенске војске. За време окупације Југославије у Другом светском рату формиран је Руски заштитни корпус, који је био под командом нацистичке Немачке, и борио се против партизана и четника Драже Михаиловића. Процењује се да је Руски заштитни корпус бројао 17.000 војника.
У Београду се налази гробље беле емиграције, које броји 4000 гробова.